# Homalomena bellula
Homalomena bellula är en kallaväxtart som beskrevs av Heinrich Wilhelm Schott. Homalomena bellula ingår i släktet Homalomena och familjen kallaväxter.
Artens utbredningsområde är Java. Inga underarter finns listade.